# Гіркий урок
«Гіркий урок» («ლევან ხიდაშელი») — радянський художній фільм 1973 року, знятий режисером Вахтангом Табліашвілі на кіностудії «Грузія-фільм».

## Сюжет
За романом Гурама Панджикідзе «Сьоме небо». Леван Хідашелі, молодий інженер-металург, після трирічної перерви повертається до рідного міста Руставі, на завод. Друзі, втішені його приїздом, чимало здивовані, вважаючи, що Левану місце в аспірантурі. Призначений начальником зміни мартенівського цеху, Леван енергійно долучається до роботи, і справи у колективі йдуть добре. Але несподівано в цеху трапляється аварія з вини майстра Лексо, який вийшов на роботу після сильного похмілля. Леван знав про це, але не відправив його додому. На засіданні комісії Леван звинувачує в усьому Лексо, але робітники не можуть пробачити начальнику зміни такої несправедливості. І як не намагається він загладити свою провину, йому не вдається повернути колишню повагу. Угода з совістю приводить Левана до самотності — він втрачає Натію, дівчину, яку любив, друзів.

## У ролях
- Віктор Когошвілі — Леван Хідашелі
- Заза Мачабелі — Михайло
- Дмитро Мчедлідзе — директор заводу
- Яків Трипольський — Едішер Хундадзе
- Тамаз Гамкрелідзе — Арчіл
- Малхаз Бебурішвілі — Лексо
- Лалі Бадурашвілі — Маріне
- Ліана Асатіані — Тінатін
- Лейла Кіпіані — Натіа
- Андро Хідашелі — Платон
- Гія Перадзе — Гогіа
- Гіві Тохадзе — Георгій Меладзе, начальник зміни
- Йосип Лагідзе — друг Левана
- Малхаз Горгіладзе — Реваз
- Нодар Мгалоблішвілі — Важа
- Теа Габунія — епізод
- Медея Джапарідзе — епізод
- Георгій Жужунашвілі — епізод
- Алі Ісаєв-Аварський — епізод
- Іраклій Кокрашвілі — епізод
- Анзор Лулуа — епізод
- Джемал Мірзашвілі — епізод
- Іване Сакварелідзе — епізод
- Джемал Сіхарулідзе — епізод
- Тамара Тваліашвілі — епізод
- Теймураз Хелашвілі — епізод
- З. Амонашвілі — епізод
- М. Бадалашвілі — епізод
- Гванца Гавашелі — епізод
- Т. Двалі — епізод
- Володимир Джулухадзе — епізод
- Р. Іремадзе — епізод
- Г. Кобіашвілі — епізод
- Н. Лекішвілі — епізод
- Р. Маградзе — епізод
- Ц. Папіашвілі — епізод
- Т. Еліава — епізод
- Мері Ергнелі — епізод
- Йосип Гогічайшвілі — епізод
- Тенгіз Гошадзе — епізод
- Медея Немсіцверідзе — епізод
- Імеда Кахіані — епізод

## Знімальна група
- Режисер — Вахтанг Табліашвілі
- Сценаристи — Гурам Панджикідзе, Вахтанг Табліашвілі
- Оператор — Георгій Челідзе
- Композитор — Сулхан Цинцадзе
- Художник — Дмитро Такайшвілі